# Estriol
L'estriol ou œstriol (E3) est un des trois principaux œstrogènes produits dans le corps humain. Ce n'est qu'au cours de la grossesse qu'il est produit en quantités significatives vu qu'il est produit par le placenta.
Les taux d'estriol chez les femmes non-enceintes ne changent pas beaucoup après la ménopause, et les taux ne diffèrent alors pas beaucoup de ceux rencontrés chez les hommes.
La DHEA est produite par le cortex surrénal du fœtus, puis est convertie en estriol par le placenta.